# Mayuli Martínez Simón
Mayuli Latifa Martínez Simón (Chetumal, Quintana Roo; 13 de enero de 1984) es una política mexicana, miembro del Partido Acción Nacional. Desde el 1 de septiembre de 2018 se desempeña como senadora de la República por Quintana Roo.

## Primeros años
Mayuli Latifa Martínez Simón nació el 13 de enero de 1984 en la ciudad de Chetumal, Quintana Roo. Estudió la licenciatura en derecho en la Universidad de Quintana Roo.

## Trayectoria política
Se afilió al Partido Acción Nacional (PAN) en 2002. De 2013 a 2016 fue regidora del municipio de Othón P. Blanco, durante la presidencia municipal de Eduardo Espinosa Abuxapqui. Fue diputada del Congreso del Estado de Quintana Roo en la XV Legislatura en representación del distrito XV, con sede en Chetumal a partir del 24 de marzo de 2016. Dentro del congreso fue la coordinadora del grupo parlamentario del PAN, fue presidente de la comisión anticorrupción, participación ciudadana y órganos autónomos. Fue secretaria de la comisión de puntos legislativos y de la comisión de planeación y desarrollo económico. El 27 de marzo de 2018 pidió licencia del cargo para poder participar en las elecciones federales de 2018.

## Senadora de la República
Desde el 1 de septiembre de 2018 es senadora de la república en la LXIV legislatura del Congreso de la Unión como representante de primera minoría del estado de Quintana Roo. Dentro del senado es presidente de la comisión primera de estudios legislativos. Tomó licencia del cargo entre el 8 abril y el 7 de junio de 2021 para desempeñarse como coordinadora de la campaña electoral de la coalición Va por México en el estado de Quintana Roo.